# Аристон (царь Спарты)
Аристо́н (др.-греч. Ἀρίστων) — царь Спарты из рода Еврипонтидов, сын Агасикла. Правил в ок. 560—520 годах до н. э. совместно с с Анаксандридом II из рода Агиадов. два брака Аристона были бесплодны, но третья жена родила ему сына Демарата. Он, посчитав месяцы с моменты свадьбы, заявил, что это не его сын, но позже признал его.
Анаксандрид II и Аристон в ок. 550 году до н. э. закончили спартано-тегейские войны. Пифия приказала найти останки Ореста, чтобы победить. Это смог сделать спартанец Лиха, откопав их в дворе кузнеца в Тегее. В  В 525 или 524 году до н. э. при Анаксандриде II и Аристоне была организована Самосская экспедиция, направленная против тирана острова Поликрата. После безуспешной сорокадневной осады одноимённого города спартанцы ушли. Преемником аристона стал Демарат.

## Биография
Согласно «Хронике» Евсевия Кесарийского, правление Аристона пришлось на период ок. 560—520 годов до н. э. Аристон правил совместно с Анаксандридом II из рода Агиадов. Плутарх приводит 3 изречения Аристона.

### Семья
Аристон был сыном Агасикла. Он был женат дважды, но оба барка были бездетны. Тогда он влюбился в жену-красавицу своего друга Агета и придумал как заполучить её. Аристон заключил с ним договор, закреплённый клятвой, что они отдадут друг другу самое драгоценное, что у них есть. Агет попросил одну из драгоценностей, а Аристон — его жену. Спустя не более 10 месяцев она родила ему сына. Узнав об этом, он посчитал, когда женился, и заявил, что это не его сын. Но когда младенец подрос, Аристон раскаялся и признал его своим ребёнком, дав имя Демарат.

### Подчинение Тегеи
При Анаксандриде II и Аристоне около 550 года до н. э. были окончены спартано-тегейские войны, начавшиеся ещё при царе Харилае в VIII веке до н. э. Предшественники царей терпели поражения от Тегеи, поэтому при них спартанцы обратились в Дельфы с вопросом, какому божеству молиться, чтобы победить. Пифия приказала найти кости Ореста. Спартанцы не смогли их отыскать и снова обратились к ней, чтобы узнать их расположение. Пифия направила их в Тегею. Во время перемирия между городами спартанец Лиха встретил кузнеца, рассказавшего о том, как он нашёл чей-то гроб, когда копал колодец в своём дворе. Лиха, сопоставив слова Пифии, заключил, что в гробе находятся останки Ореста. Затем он вернулся в Спарту, рассказав о всём, и для вида его изгнали, обвинив в вымышленном преступлении. Вернувшись в Тегею, Лиха рассказал кузнецу о своём несчастье и убедил его сдать ему свой двор. Раскопав кости, он вернулся в Спарту. Останки были захоронены около статуи царя Полидора. По словам Геродота, после этого спартанцы стали сильнее тегейцев и захватили большую часть Пелопоннеса. По мнению Картледжа, спартанцы, владея двумя пятыми полуострова, захватили как минимум ещё одну пятую. Подобной акцией было похищение останков сына Ореста Тисамена из Гелики, чтобы претендовать на северный Пелопоннес. Хаксли считает, что это произошло в середине VI века до н. э.
По Плутарху, спартанцы заключили с Тегеей мирный договор, текст которого был написан на столбе, поставленного на берегу Алфея. Согласно единственной известной части договора: «Мессенцев изгнать из края и добрыми никого не делать». Аристотель истолковал это, как запрет на убийство тех тегейцев, которые выступали за спартанцев во время войн. С этой версией соглашаются историки Василий Васильевский и Георг Бузольт, полагая, что это гарантировало безопасность приверженцев спартанцев. Владимир Строгецкий привёл свой перевод второй части договора; по его мнению, «добрыми никого не делать» означает не предоставлять гражданские права. Аналогичного мнения придерживаются Хаксли и Картледж. По мнению Печатновой, остальная неизвестная часть договора, вероятно, была стереотипной: Тегея обязалась оказать помощь Спарте при восстании илотов, во время совместных войн военное руководство принадлежало Спарте, а Спарта обязалась предоставить защиту Тегее. Также Печатнова считает, что договор включал общий шаблон для последующих договоров между Спартой и принимаемых в Пелопоннесский союз: одинаковые друзья и враги со Спартой и следовать за спартанцами куда им угодно. Картледж отметил, что после подчинения Тегеи в Амиклах стал почитаться Агамемнон, отец Ореста, а спартанцы с этого времени могли называть себя законными преемниками ахейских правителей Пелопоннеса и выступать в качестве защитников всей Греции.

### Самосская экспедиция
В 525 или 524 году до н. э. при Анаксандриде II и Аристоне спартанцы организовали Самосскую экспедицию для свержения тирана острова Поликрата по просьбе изгнанных самосцев. Поликрат отправил 40 триер неугодных ему граждан к персидскому царю Камбису II, собиравшегося завоевать Египет. Затем они, либо сбежав с Египта, либо даже не доплыв до него, вернулись на Самос с боем. Проиграв, они отправились в Спарту за помощью, обратившись к архонтам (Картледж и эпиграфист Лилиан Джеффри предполагают, что Геродот имел в виду царей, герсуию и эфоров). Спартанцы сказали, что забыли начало длинной речи и не поняли её конца. Во второй раз самосцы пришли без речи, но с мешком, сказав, что ему нужна мука. Архонты посчитали это излишним, но согласились помочь. К войску спартанцев присоединились коринфяне. Также одной из причин экспедиции было похищение самосцами чаши для Крёза и панциря от Амасиса II. После безуспешной сорокадневной осады города Самос спартанцы вернулись Спарту. Согласно Геродоту, существовал рассказ о том, что Поликрат приказал отчеканить много свинцовых монет, позолотить их и заплатить ими спартанцам, чтобы они ушли.
По сообщению Плутарха, однажды послы Спарты прибыли к тирану Наксоса Лигдамиду, но он много раз переносил встречу. Послы заявили, что он чувствует слабость, и сказали: «Передай ему, во имя богов, — сказали послы, — что мы пришли не бороться с ним, а разговаривать». По мнению Картледжа, Спарта свергла Лигдамида во время Самосской экспедиции.
После смерти Аристона спартанским царём стал его сын Демарат.

### Античные источники
- Геродот. Геродот. История в 9 кн. / Пер., предисл. и указатель Ф. Г. Мищенко. — 2-е. — М.: тип. Е. Г. Потапова, 1888. — Т. 2.
- Павсаний. Описание Эллады / перевод с древнегреческого С. П. Кондратьева. — СПб.: Алетейя, 1996. — Т. 1. — ISBN 5-89329-006-2.
- Плутарх. Застольные беседы / Изд. подгот. Боровский Я. М., Ботвинник М. Н., Брагинская Н. В., Гаспаров М. Л., Ковалева П. И., Левинская О. Л. — Л.: Наука, 1990. — ISBN 5-02-027967-6.

### Современные источники

#### На русском языке
- Васильевский В. Г. Политическая реформа и социальное движение в древней Греции в период её упадка. — Санкт-Петербург: Печатня В. Головина, 1869.
- Хаммонд Н.-Дж.-Л. Пелопоннес // Кембриджская история древнего мира: Расширение греческого мира. VIII—VI века до н. э.  / Под ред. Дж. Бордмэна и Н.-Дж.-Л. Хаммонда. Пер. с англ., подготовка текста, предисловие и примечания А. В. Зайкова. — Москва: Ладомир, 2007.
- Печатнова Л. Г. История Спарты (период архаики и классики). — СПб.: Гуманитарная Академия, 2001. — 510 с. — ISBN 5-93762-008-9.
- Пёльман Р. Очерк греческой истории и источниковедения / перевод с немецкого А. С. Князькова. — Санкт-Петербург: Алетейя, 1999.
- Строгецкий В. М. Полис и империя в классической Греции: Учебное пособие. — Н. Новгород: Нежинский государственный университет имени Николая Гоголя, 1991. — 244 с.

#### На других языках
- Busolt G., Swoboda H., Jandebeur F. Griechische Staatskunde (нем.). — Dritte, neugestaltete Auflage. — C.H. Beck'sche Verlagsbuchhandlung, 1926.
- Cartledge P. Sparta and Lakonia: A Regional History 1300—362 BC (англ.). — second edition. — London and New York, 2002. — ISBN 0-203-47223-3.
- Cartledge P., Jeffery L. H. Sparta and Samos: A Special Relationship? (англ.) // The Classical Quarterly. — 1982. — Vol. 32, no. 2. — P. 243—265. — JSTOR 638563.
- Huxley G. L. Early Sparta (англ.). — London: Harvard University Press, 1962. — 164 p. — ISBN 978-0389020400.